# Чо Мін Гук
Чо Мін Гук (кор. 조민국, нар. 5 липня 1963, Сеул) — південнокорейський футболіст, що грав на позиції захисника за клуб «Ел Джі Чітас», а також національну збірну Південної Кореї, у складі якої був учасником двох чемпіонатів світу.

## Клубна кар'єра
Народився 5 липня 1963 року в Сеулі. Грав за команду Університета Кореї, після чого вирішив продовжити футбольні виступи на професійному рівні. Протягом 1986–1992 років захищав кольори клубу «Ел Джі Чітас», де був основним гравцем захисту команди.

## Виступи за збірну
1983 року дебютував в офіційних матчах у складі національної збірної Південної Кореї.
У складі збірної був учасником чемпіонату світу 1986 року у Мексиці та чемпіонату світу 1990 року в Італії, взявши участь у двох матчах першого і в одній грі другого турніру. 
Був основним гравцем корейців на кубку Азії 1988 року в Катарі, де вони дійшли фіналу. Основний і додатковий час фінальної гри завершилися нульовою нічиєю, а в серії післяматчевих пенальті перемогу здобули суперники корейців, збірна Саудівської Аравії, причому один з пенальті у серії не реалізував саме Чо Мін Гук, якому довірили пробивати першим.
Загалом протягом кар'єри у національній команді, що тривала 9 років, провів у її формі 44 матчі, забивши 5 голів.
| Дата       | Місто        | Господарі      | Результат             | Гості             | Турнір                     | Голи | Примітки |
| ---------- | ------------ | -------------- | --------------------- | ----------------- | -------------------------- | ---- | -------- |
| 6-6-1983   | Сувон        | Південна Корея | 4 – 0                 | Таїланд           | Кубок Президента 1983      | -    | 45'      |
| 12-6-1983  | Чонджу       | Південна Корея | 3 – 0                 | Індонезія         | Кубок Президента 1983      | -    |          |
| 15-6-1983  | Сеул         | Південна Корея | 1 – 0                 | Гана              | Кубок Президента 1983      | -    |          |
| 29-7-1983  | Лос-Анджелес | Гватемала      | 1 – 1                 | Південна Корея    | товариський матч           | -    |          |
| 9-8-1983   | Сан-Хосе     | Коста-Рика     | 1 – 1                 | Південна Корея    | товариський матч           | -    | 45'      |
| 30-9-1984  | Сеул         | Південна Корея | 1 – 2                 | Японія            | Щорічний матч Корея-Японія | -    | 54'      |
| 19-5-1985  | Сеул         | Південна Корея | 2 – 0                 | Малайзія          | Відбір до ЧС 1986          | 1    | 87'      |
| 21-7-1985  | Сеул         | Південна Корея | 2 – 0                 | Індонезія         | Відбір до ЧС 1986          | -    |          |
| 26-10-1985 | Токіо        | Японія         | 1 – 2                 | Південна Корея    | Відбір до ЧС 1986          | -    |          |
| 3-11-1985  | Сеул         | Південна Корея | 1 – 0                 | Японія            | Відбір до ЧС 1986          | -    |          |
| 3-12-1985  | Лос-Анджелес | Мексика        | 2 – 1                 | Південна Корея    | товариський матч           | -    | 86'      |
| 8-12-1985  | Ірапуато     | Угорщина       | 1 – 0                 | Південна Корея    | Турнір у Мексиці           | -    | 76'      |
| 11-12-1985 | Гвадалахара  | Мексика        | 2 – 1                 | Південна Корея    | Турнір у Мексиці           | -    |          |
| 13-12-1985 | Мехіко       | Південна Корея | 2 – 0                 | Алжир             | Турнір у Мексиці           | -    |          |
| 9-2-1986   | Гонконг      | Гонконг        | 0 – 2                 | Південна Корея    | Турнір у Гонконзі          | -    |          |
| 16-2-1986  | Гонконг      | Південна Корея | 1 – 3                 | Парагвай          | Турнір у Гонконзі          | 1    | 45'      |
| 2-6-1986   | Мехіко       | Аргентина      | 3 – 1                 | Південна Корея    | ЧС 1986 - 1-й етап         | -    |          |
| 5-6-1986   | Мехіко       | Південна Корея | 1 – 1                 | Болгарія          | ЧС 1986 - 1-й етап         | -    | 72'      |
| 20-9-1986  | Пусан        | Південна Корея | 3 – 0                 | Індія             | Азійські ігри 1986         | -    |          |
| 24-9-1986  | Пусан        | Південна Корея | 0 – 0                 | Бахрейн           | Азійські ігри 1986         | -    |          |
| 28-9-1986  | Пусан        | КНР            | 2 – 4                 | Південна Корея    | Азійські ігри 1986         | 1    |          |
| 1-10-1986  | Пусан        | Південна Корея | 1 – 1 д.ч. (5-4 п.п.) | Іран              | Азійські ігри 1986         | -    |          |
| 3-10-1986  | Сеул         | Індонезія      | 0 – 4                 | Південна Корея    | Азійські ігри 1986         | -    |          |
| 5-10-1986  | Сеул         | Південна Корея | 2 – 0                 | Саудівська Аравія | Азійські ігри 1986         | -    |          |
| 19-6-1988  | Сувон        | Південна Корея | 4 – 0                 | Замбія            | Кубок Президента 1988      | -    |          |
| 26-10-1988 | Токіо        | Японія         | 0 – 1                 | Південна Корея    | Щорічний матч Корея-Японія | -    |          |
| 3-12-1988  | Доха         | ОАЕ            | 0 – 1                 | Південна Корея    | Кубок Азії 1988 - 1-й етап | -    | ?'       |
| 5-12-1988  | Доха         | Південна Корея | 2 – 0                 | Японія            | Кубок Азії 1988 - 1-й етап | -    |          |
| 9-12-1988  | Доха         | Катар          | 2 – 3                 | Південна Корея    | Кубок Азії 1988 - 1-й етап | -    |          |
| 14-12-1988 | Доха         | Південна Корея | 2 – 1                 | КНР               | Кубок Азії 1988 - півфінал | -    |          |
| 18-12-1988 | Доха         | Південна Корея | 0 – 0 д.ч. (3-4 п.п.) | Саудівська Аравія | Кубок Азії 1988 - фінал    | -    |          |
| 5-5-1989   | Сеул         | Південна Корея | 1 – 0                 | Японія            | Щорічний матч Корея-Японія | -    |          |
| 23-5-1989  | Сеул         | Південна Корея | 3 – 0                 | Сінгапур          | Відбір до ЧС 1990          | -    |          |
| 25-5-1989  | Сеул         | Південна Корея | 9 – 0                 | Непал             | Відбір до ЧС 1990          | 1    | 46'      |
| 27-5-1989  | Сеул         | Південна Корея | 3 – 0                 | Малайзія          | Відбір до ЧС 1990          | -    |          |
| 3-6-1989   | Сінгапур     | Непал          | 0 – 4                 | Південна Корея    | Відбір до ЧС 1990          | -    | 17'      |
| 5-6-1989   | Сінгапур     | Малайзія       | 0 – 3                 | Південна Корея    | Відбір до ЧС 1990          | 1    |          |
| 7-6-1989   | Сінгапур     | Сінгапур       | 0 – 3                 | Південна Корея    | Відбір до ЧС 1990          | -    |          |
| 12-6-1990  | Верона       | Бельгія        | 2 – 0                 | Південна Корея    | ЧС 1990 - 1-й етап         | -    | 46'      |
| 7-6-1991   | Сеул         | Південна Корея | 0 – 0                 | Єгипет            | Кубок Президента 1991      | -    |          |
| 9-6-1991   | Теджон       | Південна Корея | 3 – 0                 | Індонезія         | Кубок Президента 1991      | -    | 46'      |
| 11-6-1991  | Кванджу      | Південна Корея | 1 – 1                 | Мальта            | Кубок Президента 1991      | -    |          |
| 14-6-1991  | Сеул         | Південна Корея | 0 – 0 д.ч. (4-3 п.п.) | Австралія         | Кубок Президента 1991      | -    |          |
| 16-6-1991  | Сеул         | Південна Корея | 2 – 0                 | Єгипет            | Кубок Президента 1991      | -    |          |
| Усього     |              | Матчів         | 44                    |                   | Голів                      | 5    |          |

## Титули і досягнення
- Переможець Азійських ігор: 1986
- Срібний призер Кубка Азії: 1988